# 이시야역
이시야역(일본어: 石谷駅 이시야에키[*])은 일본 홋카이도 가야베 군 모리정에 있는 홋카이도 여객철도 하코다테 본선의 철도역이다.

## 역 구조
2면 3선식의 복합식 승강장이 있는 지상역이다. 2번선은 화물 열차의 대피 시에 사용된다. 양 승강장은 중앙에 있는 구내 건널목을 통해 연결되어 있다. 목조 역사가 남아있는 무인역으로, 모리 역에서 관리한다.

### 승강장
| 상행 | ■ 하코다테 본선 | 모리 · 오누마 · 하코다테 방면   |
| 하행 | ■ 하코다테 본선 | 야쿠모 · 군누이 · 오샤만베 방면 |

## 역 주변
- 국도 제5호선
- 모리 정립 이시야 초등학교

## 역사
- 1930년 3월 20일 - 일본국유철도의 이시야 신호장으로 설치됨.
- 1931년 5월 1일 - 여객 취급 개시.
- 1946년 4월 1일 - 이시야 역으로 승격되면서 화물, 수하물 취급 개시.
- 1960년 5월 25일 - 화물 취급 폐지.
- 1984년 2월 1일 - 수하물 취급 폐지.
- 1987년 4월 1일 - 일본국유철도 분할 민영화로 홋카이도 여객철도가 계승.
- 1990년 3월 10일 - 영업거리 설정.
- 2007년 10월 - 역 번호 부여. H60.
- 2022년 3월 12일 : 이용객 감소, JR 시간표 개정으로 인하여 폐지.

## 인접한 역
| 홋카이도 여객철도 하코다테 본선 | 홋카이도 여객철도 하코다테 본선 | 홋카이도 여객철도 하코다테 본선 |
| ------------------------------- | ------------------------------- | ------------------------------- |
| H62 모리 하코다테 방면          | ■ 하코다테 본선                 | H59 혼이시쿠라 오샤만베 방면    |